# Länsväg 227
De Zweedse weg 227 (Zweeds: Länsväg 227) is een provinciale weg in de provincie Stockholms län in Zweden en is circa 19 kilometer lang.

## Plaatsen langs de weg
- Handen
- Jordbro
- Dalarö

## Knooppunten
- Riksväg 73 en Länsväg 259 bij Handen/Jordbro (begin)